# Papa Khalilou Fall
Papa Khalilou Fall (* 27. Oktober 1947 in Saint-Louis) war senegalesischer Botschafter in der Volksrepublik China.

## Leben
Fall hatte eine längere militärischen Karriere, in deren Verlauf er unter anderem mehrere Auslandseinsätze leitete. Vom 19. August 2003 bis zum 1. Juni 2006 war er als Chef d'État-major général des armées (CEMGA) eine Art Generalstabschef und Oberbefehlshaber der senegalesischen Streitkräfte.
Anfang Juni 2006 wurde er als Botschafter nach China berufen. Mit Beschluss des Ministerrats der Regierung Senegals vom 6. Dezember 2012 wurde er, inzwischen 65 Jahre alt, in dieser Funktion abgelöst durch General Abdoulaye Fall, der ihm auch schon in seiner Eigenschaft als Oberbefehlshaber nachgefolgt war.

## Auszeichnungen
- Commandeur, des Ordre national du Lion (Senegal)
- Grand Officier, des Ordre national du Lion (Senegal)[1]
- Commandeur, Légion d’Honneur (Frankreich)
- Medaille, Force d’Urgence des Nations Unies, Sinaï (Vereinigte Nationen)
- Commandeur, Ordre National (Elfenbeinküste)
- Medaille der ECOWAS, ECOWAS Monitoring Group in Liberia
- Medaille der ECOWAS, ECOWAS Monitoring Group in der Elfenbeinküste
- Croix de la valeur militaire, 3 étoiles. (Senegal)
- Ordre du Mérite. (Vereinigte Staaten)
- Ordre national du Mérite (Frankreich)
- 2005: Grand Commander des Order of the Republic of The Gambia (GORG Honorary)[4]